# Gnathothlibus erotus
Gnathothlibus erotus este o specie de molie din familia Sphingidae. Este întâlnită din India până în Borneo.

## Descriere
Anvergura este de 70 mm. 
Larvele au fost observate hrănindu-se cu diverse specii de plante, printre care Ipomoea batatas, Vitis vinifera, Dillenia alata, Escallonia macrantha, Melastoma affine, Pentas lanceolata, Cayratia acris, Cayratia clematidea, Cayratia trifolia, Leea indica
Parthenocissus quinquefolia, Hibbertia scandens, Cissus și Morinda.

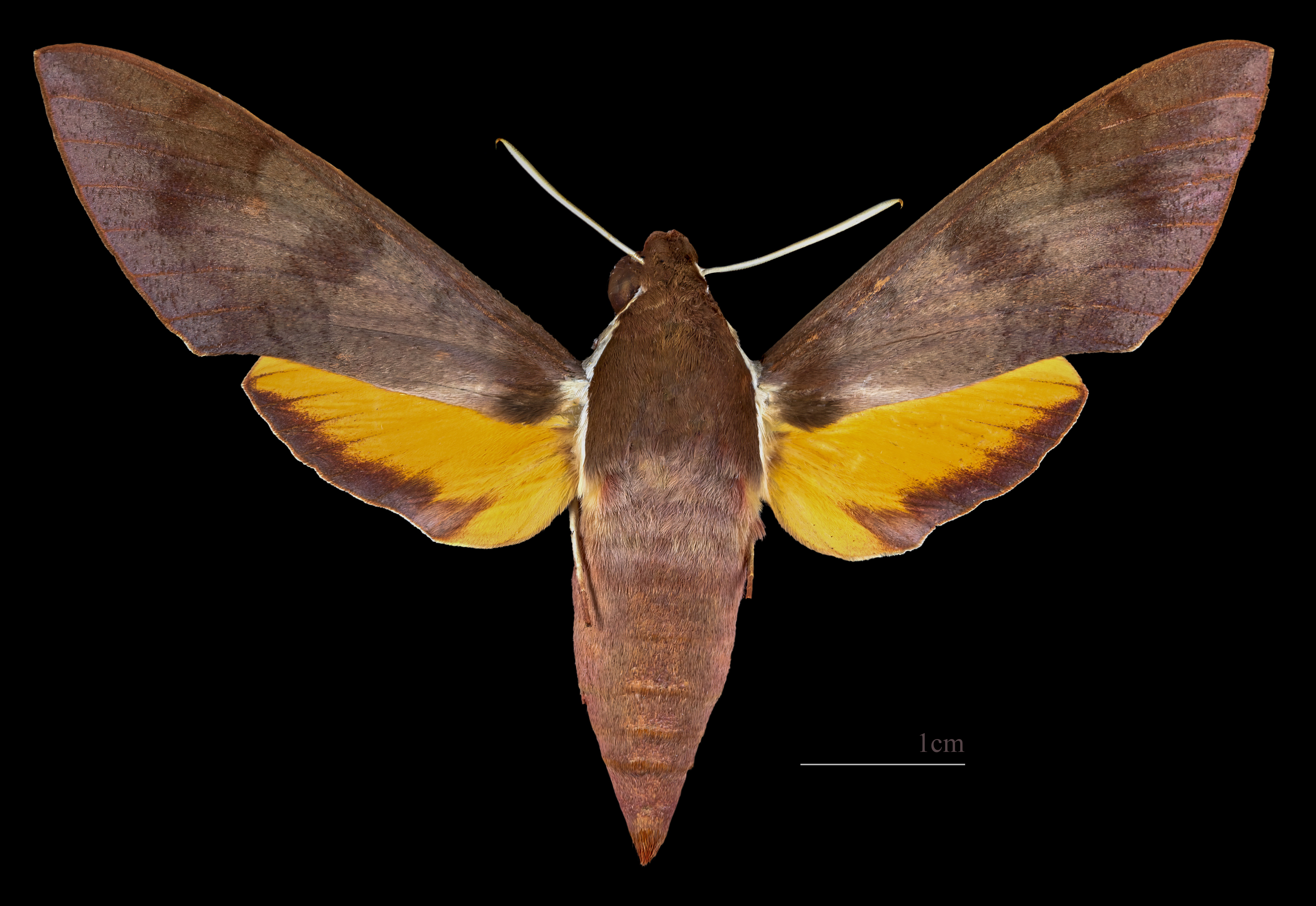
Gnathothlibus erotus ♂
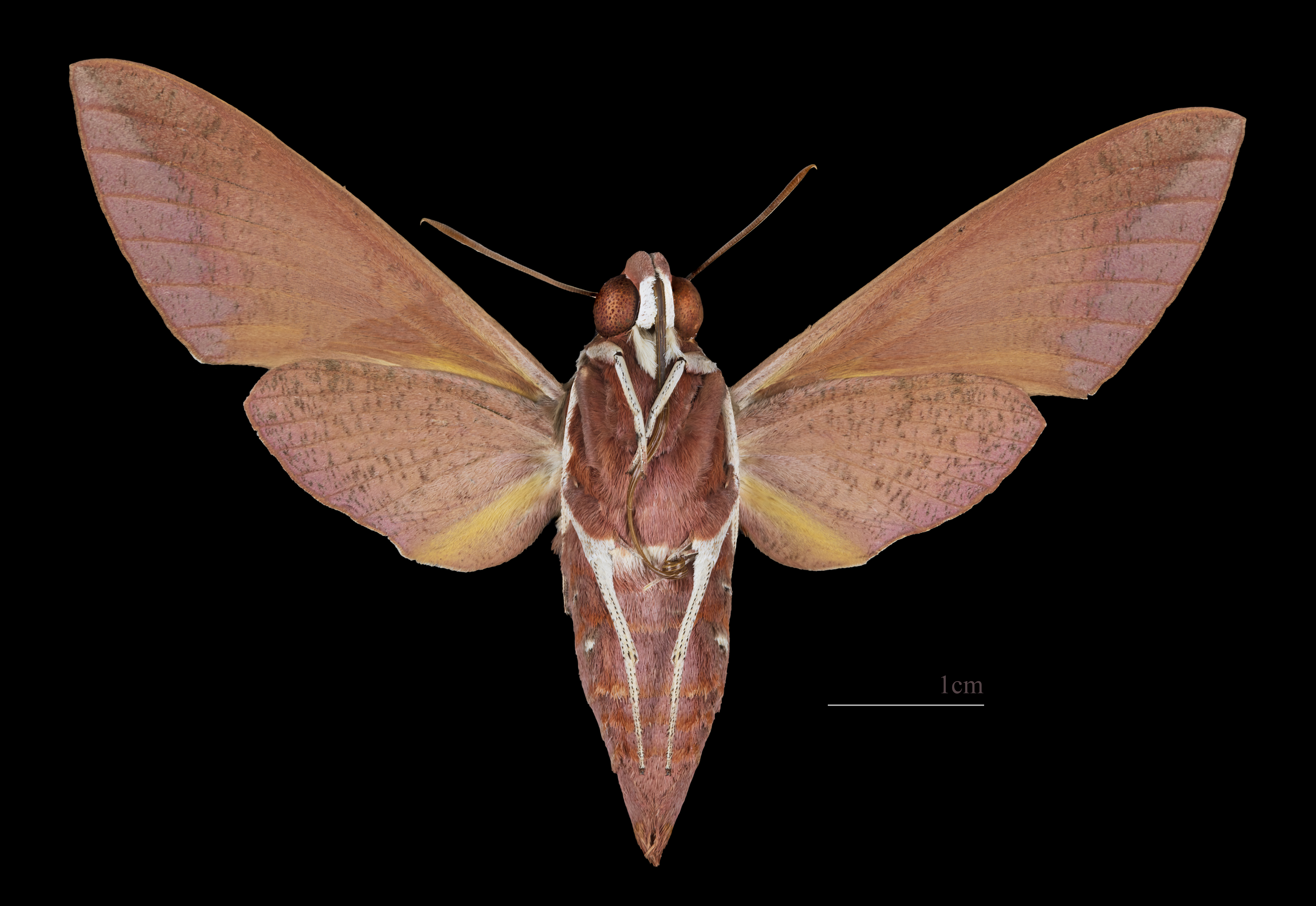
Gnathothlibus erotus ♂  △

## Subspecii
- Gnathothlibus erotus
- Gnathothlibus erotus eras -> „Gnathothlibus eras”